# Glen Erik Hamilton
Pour les articles homonymes, voir Hamilton.
Glen Erik Hamilton est un écrivain américain, auteur de roman policier.

## Biographie
En 2015, il publie son premier roman, Past Crimes avec lequel il est lauréat dans la catégorie meilleur premier roman du prix Anthony et du prix Macavity et finaliste pour quatre autres prix.

## Œuvre

### Romans

#### SérieVan Shaw
- Past Crimes (2015)
- Hard Cold Winter (2016)
- Every Day Above Ground (2017)
- Mercy River (2019)
- A Dangerous Breed (2020)
- Island of Thieves (2021)

## Prix et distinctions

### Prix
- Prix Anthony 2016 du meilleur premier roman pour Past Crimes[1]
- Prix Macavity 2016 du meilleur premier roman pour Past Crimes[2]

### Nominations
- Prix Barry 2016 du meilleur premier roman pour Past Crimes[3]
- Prix Edgar-Allan-Poe 2016 du meilleur premier roman pour Past Crimes[4]
- Prix Nero 2016 pour Past Crimes[5]